# Zoológico de San Diego
El Zoo de San Diego es uno de los zoológicos más importantes de Estados Unidos y de todo el mundo. Situado en San Diego, California, fue creado en 1915 y cuenta con unos 4000 ejemplares de más de 800 especies distintas. Es uno de los pocos zoos que tuvo en su momento un panda gigante.
En este sitio se grabó el primer video de YouTube.
Este zoológico cuida a más de 3700 animales y 700 000 plantas exóticas a lo largo de 40 hectáreas de terreno. Fundado  por el Dr. Harry Wegeforth, quien estableció la Sociedad Zoológica de San Diego el 2 de octubre de 1916, empezando con una pequeña colección de animales que habían estado presentes en la Exposición Internacional. A través de su organización, San Diego Zoo Global, el Zoológico y sus otras instalaciones han criado más de 165 especies en peligro de extinción, reintroducido 43 especies a su hábitat natural, y ha participado en más de 140 proyectos de campo de conservación en más de 45 países.

## Galería

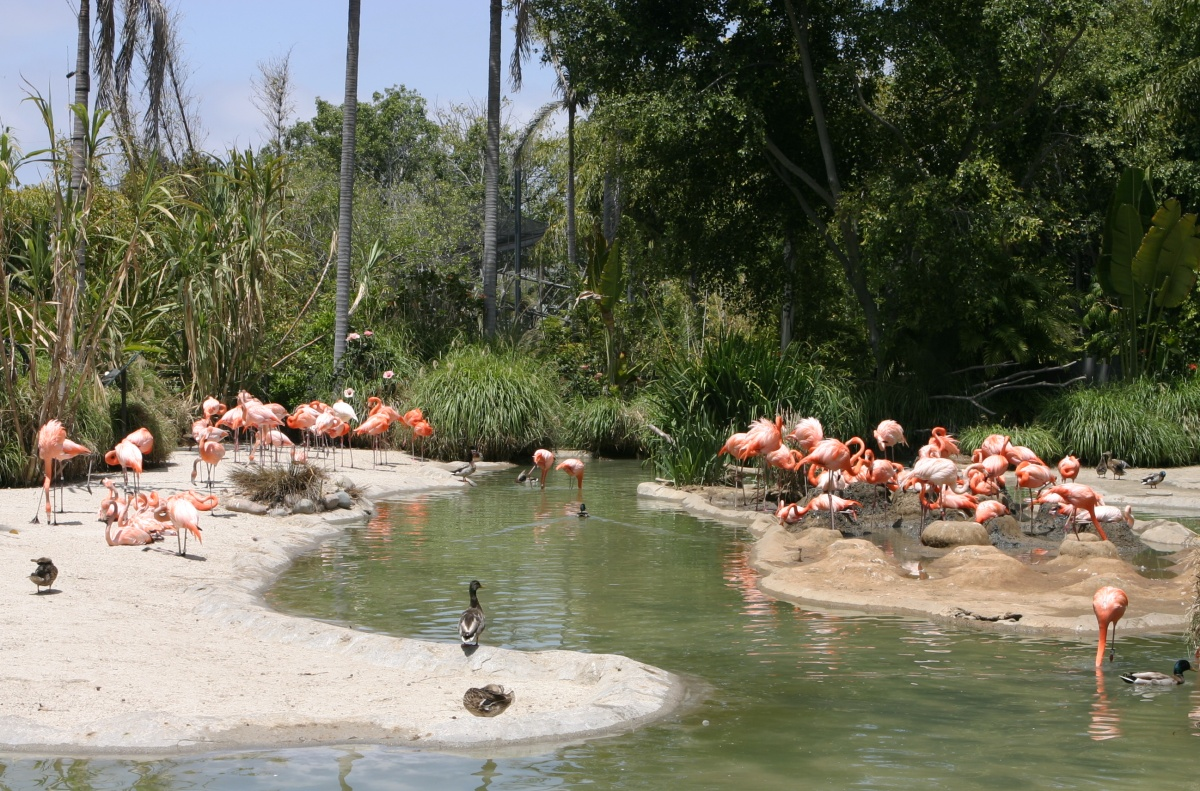
Flamenco del Caribe
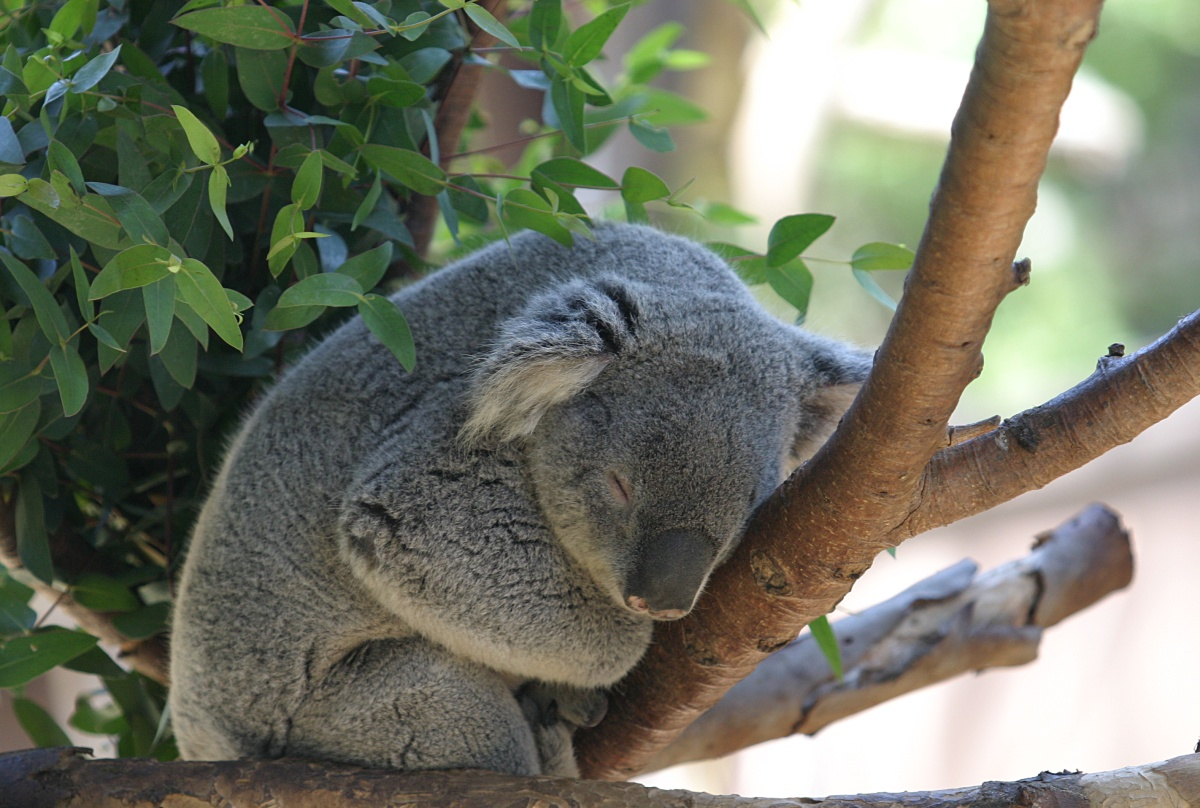
Maloo (nació el 10 de abril, 2001) es un koala de Queensland
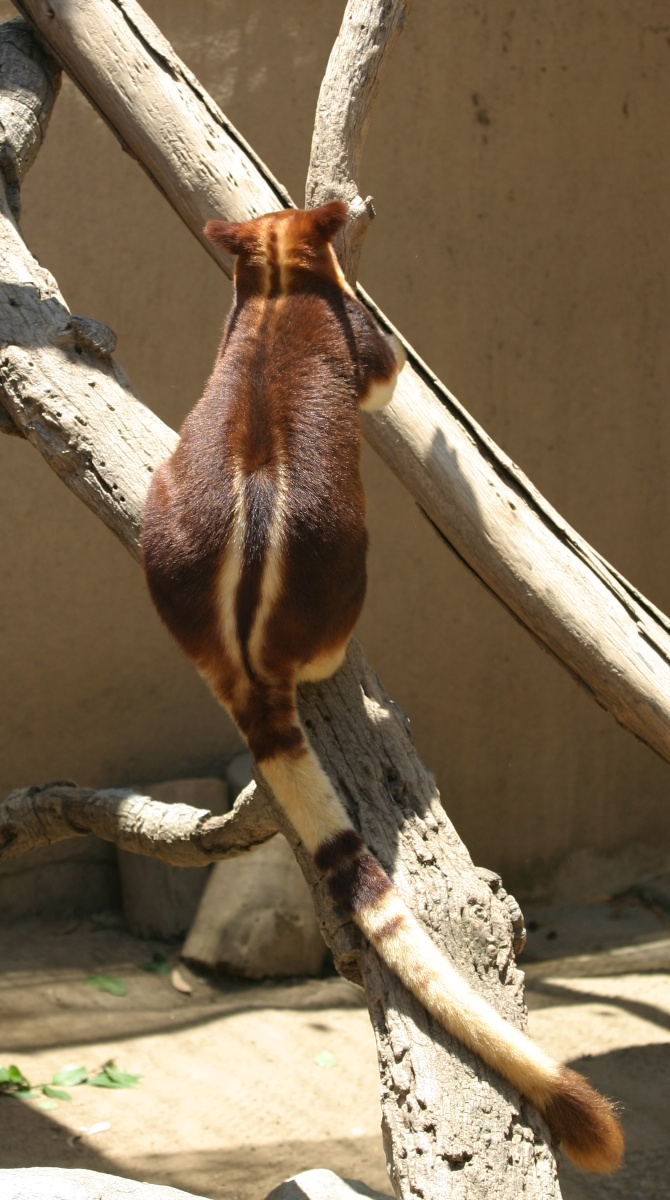
Buergers' Tree-kangaroo
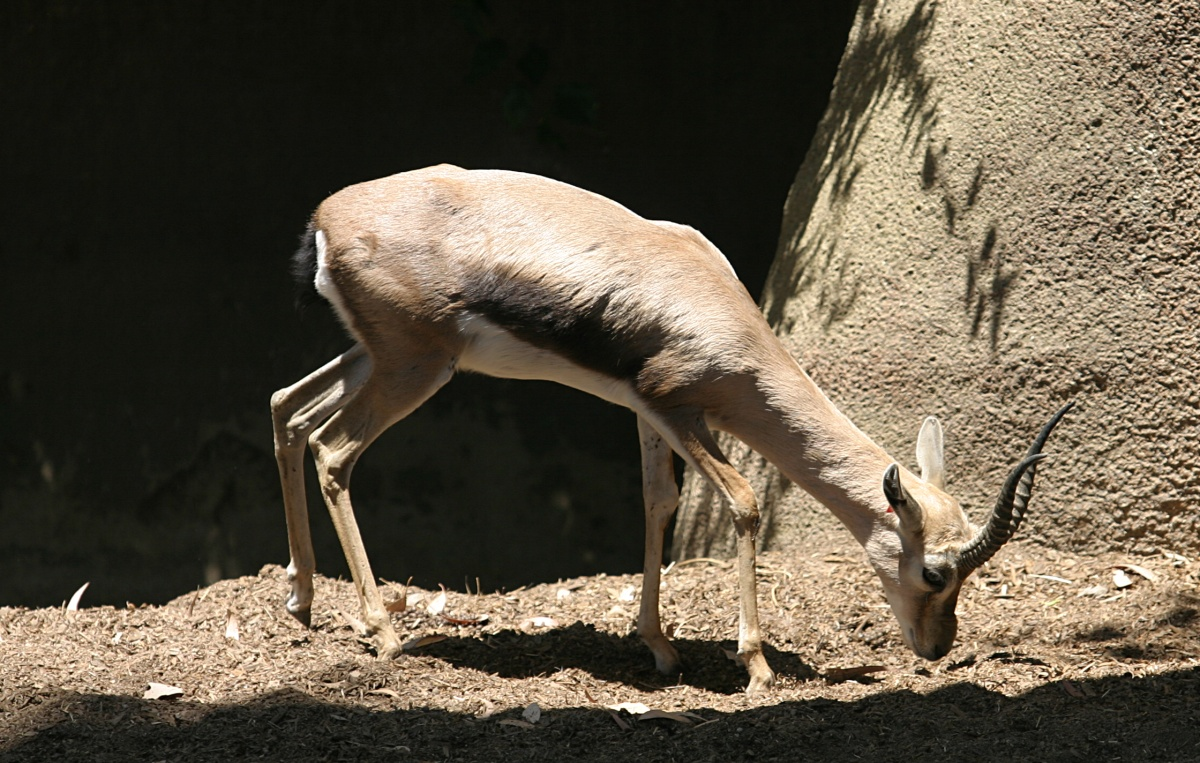
Gazella spekei
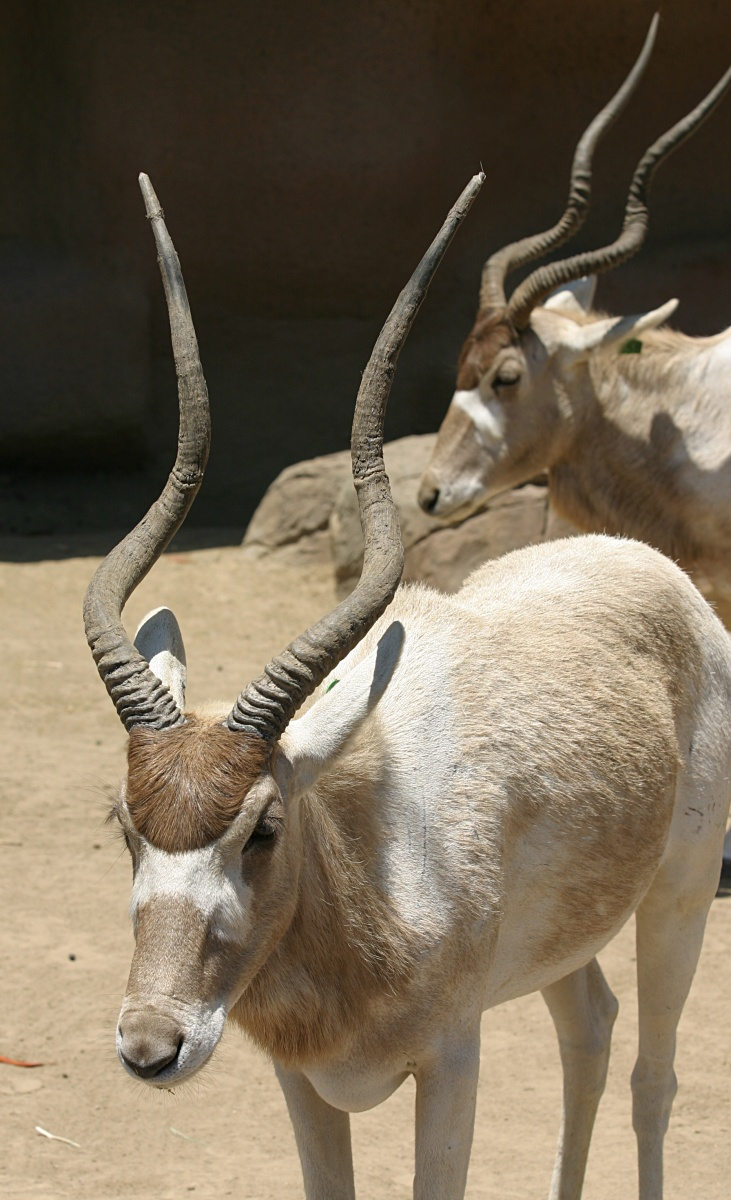
Dos Addax
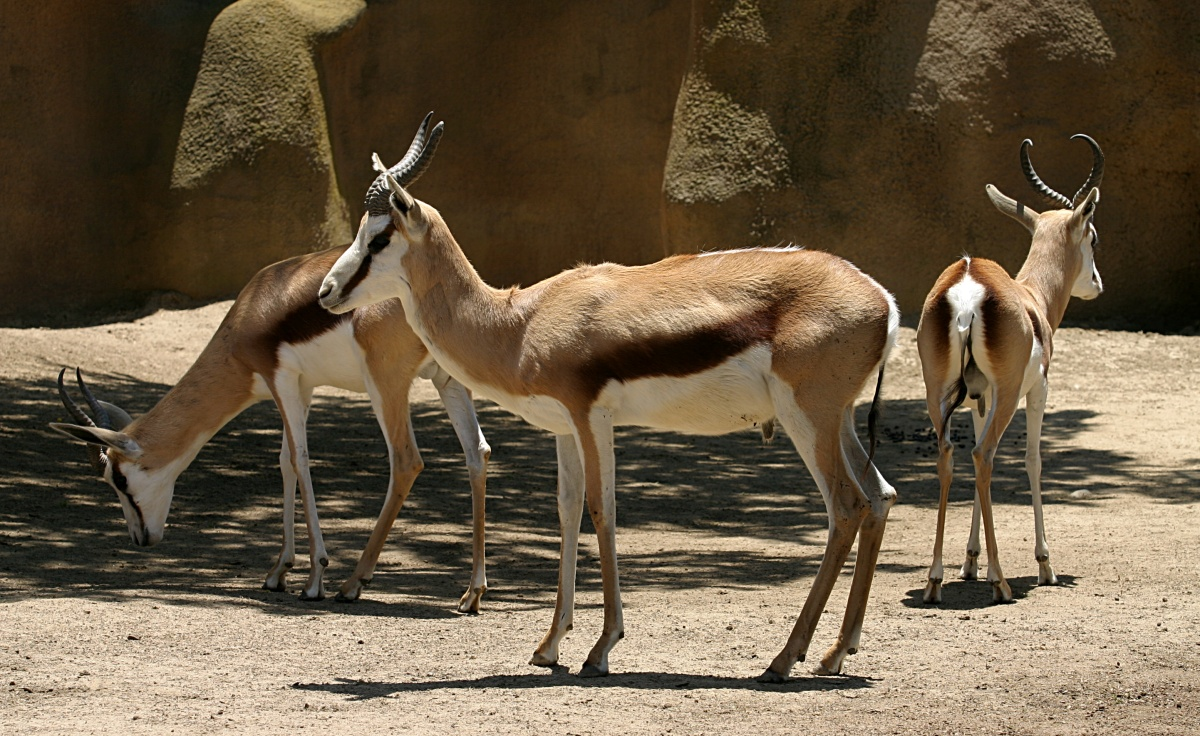
gacela saltarina
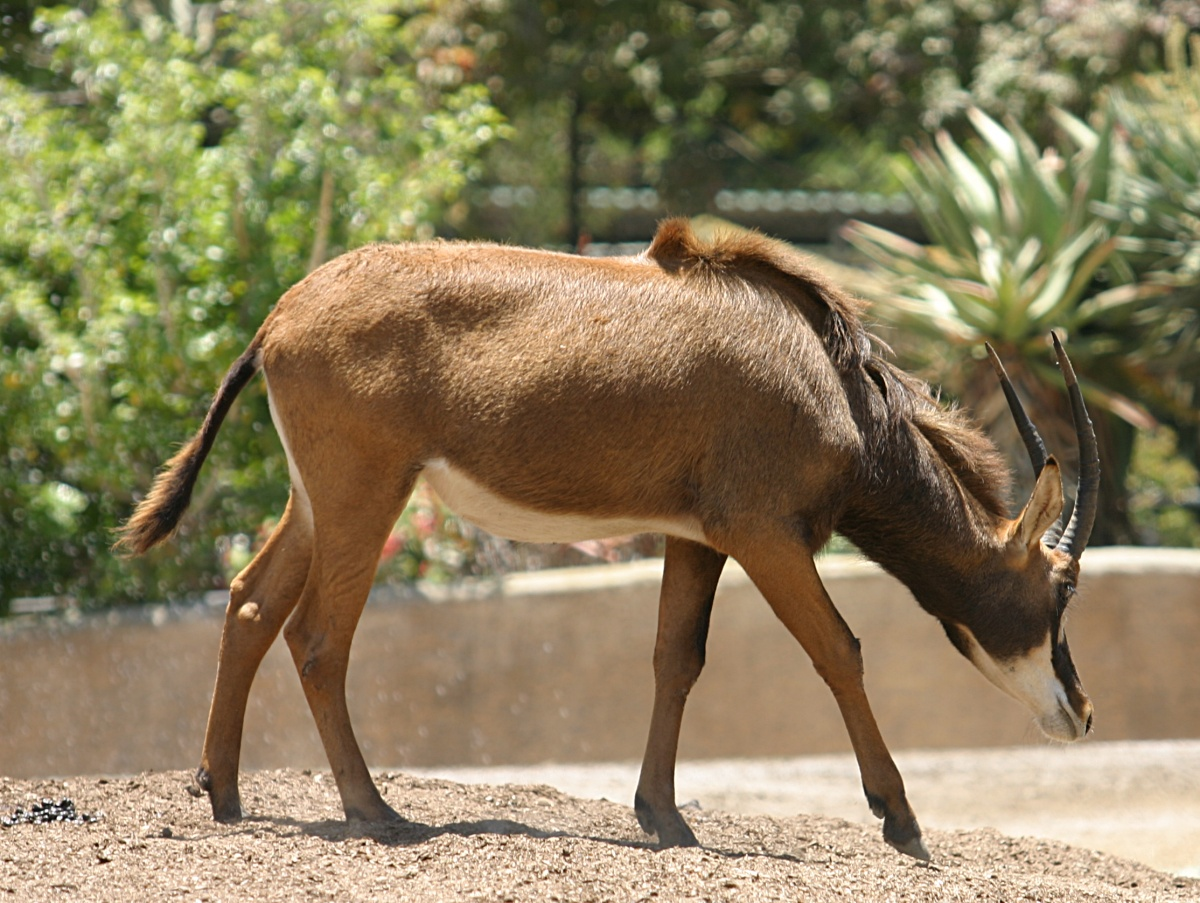
antílope sable
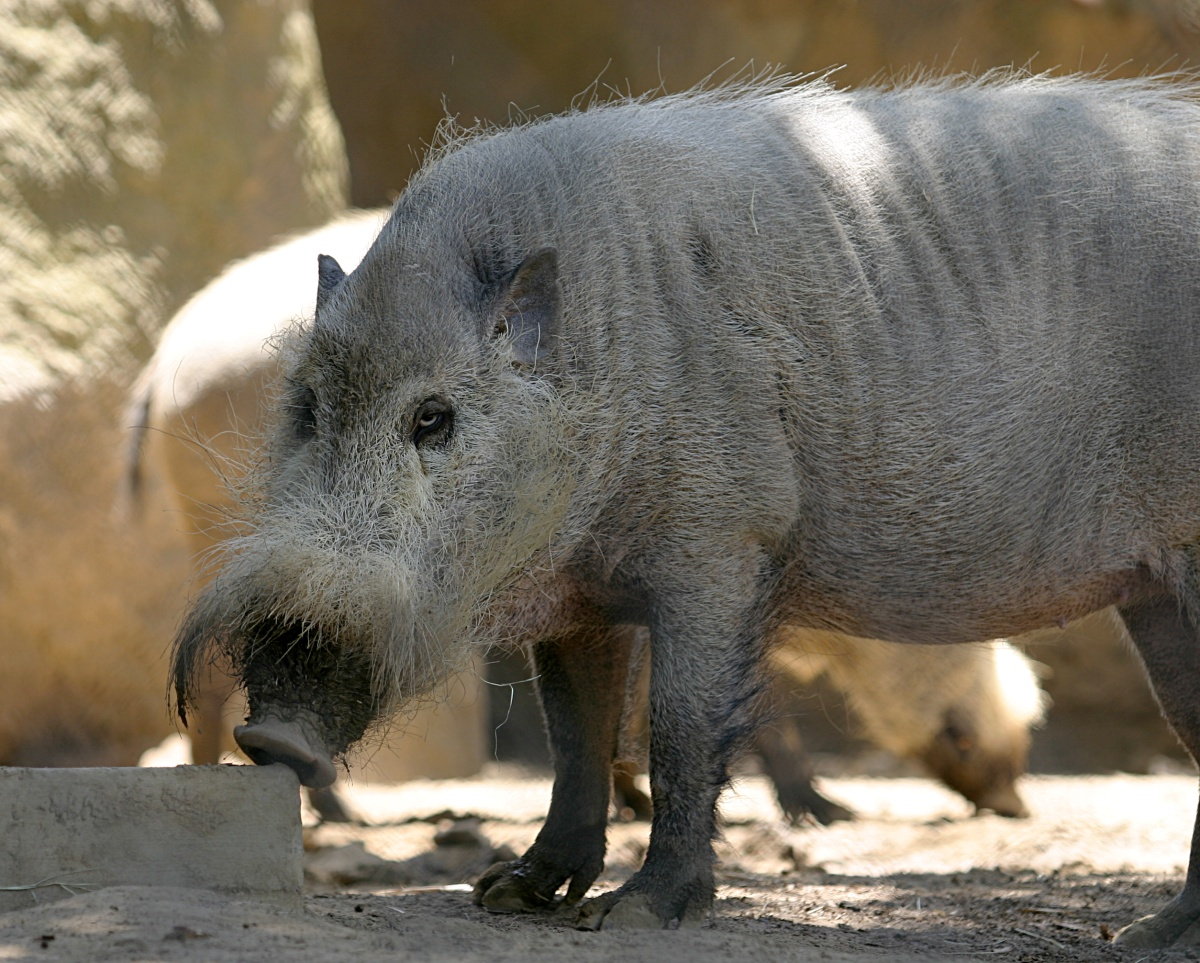
Cerdo barbudo
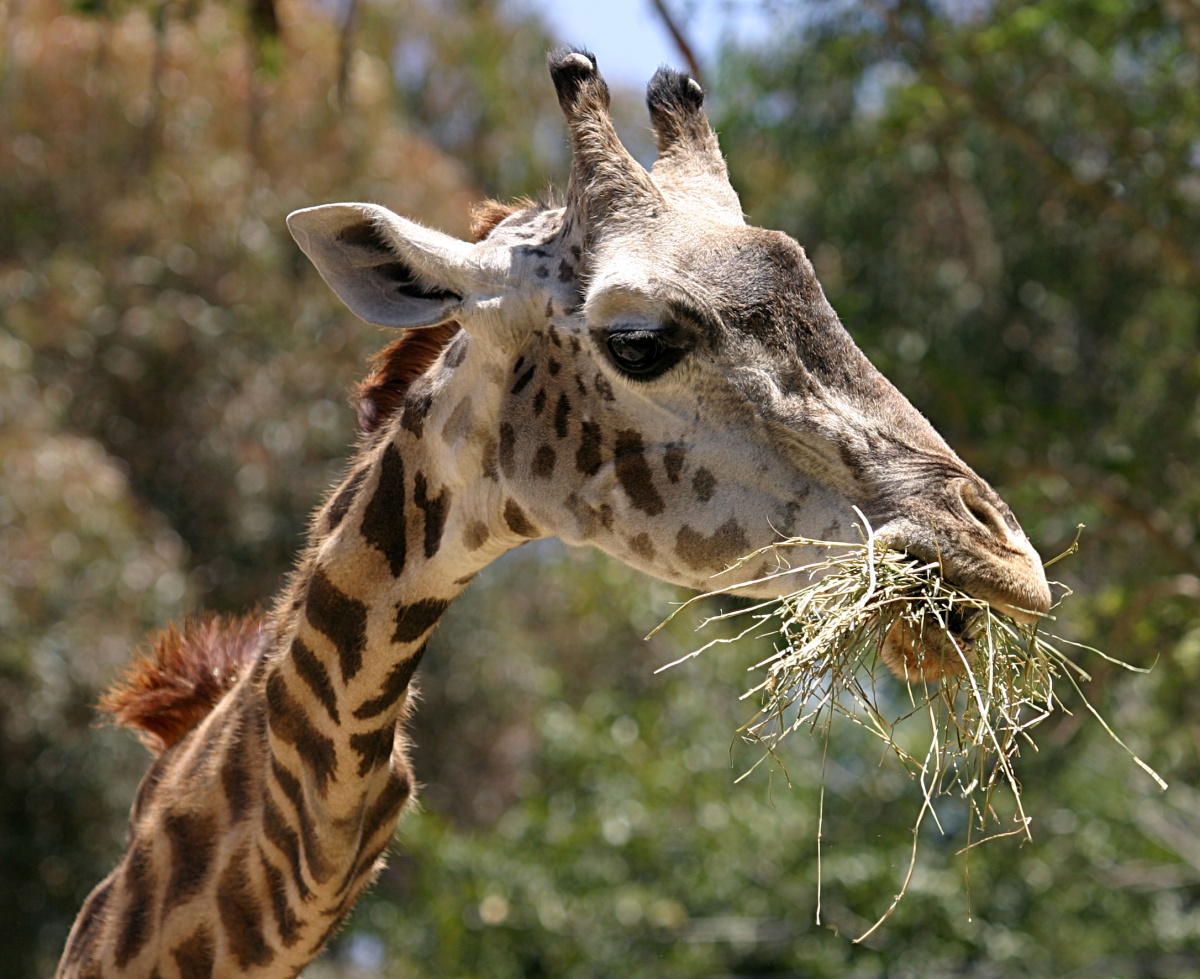
Jirafa
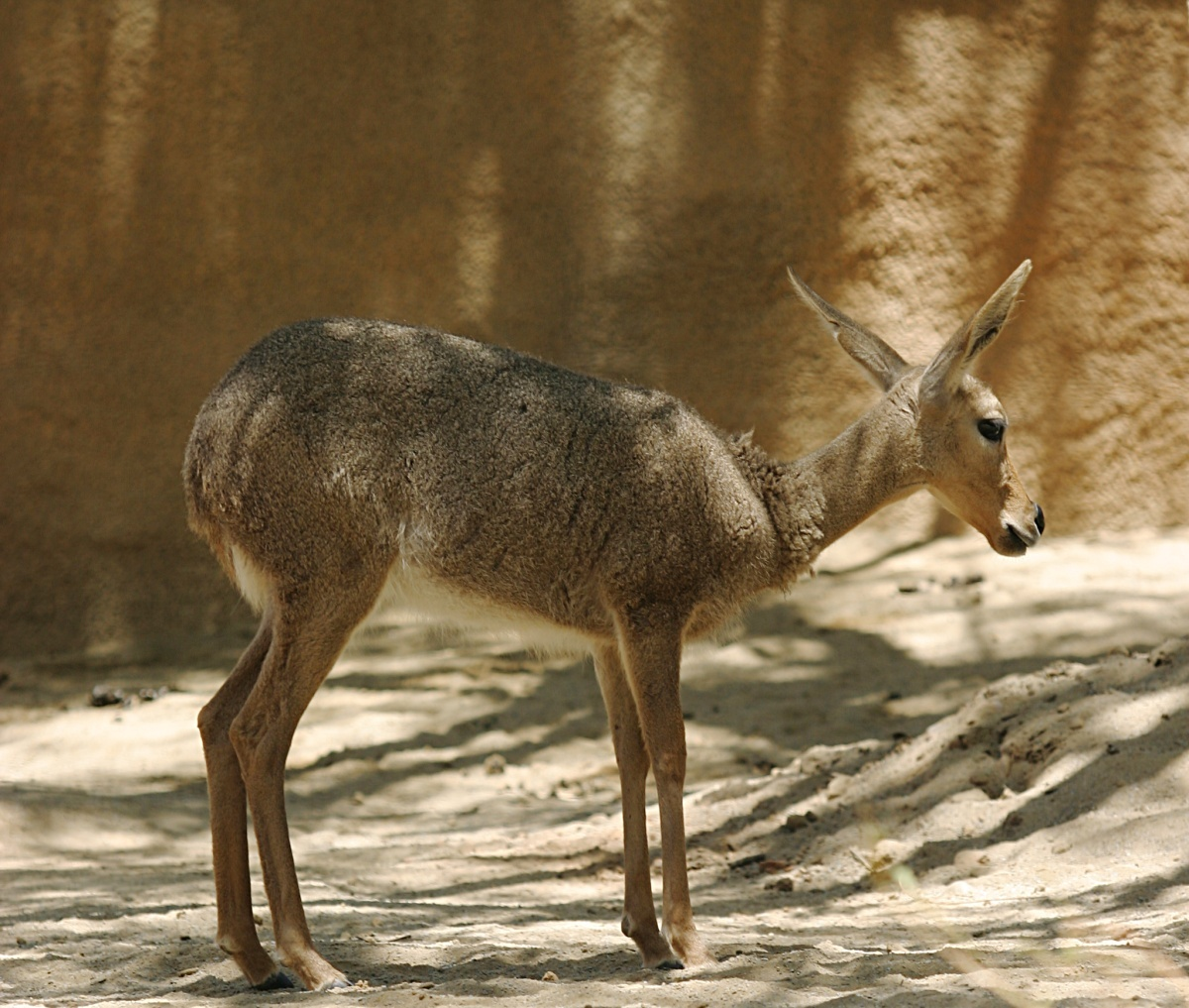
Pelea capreolus
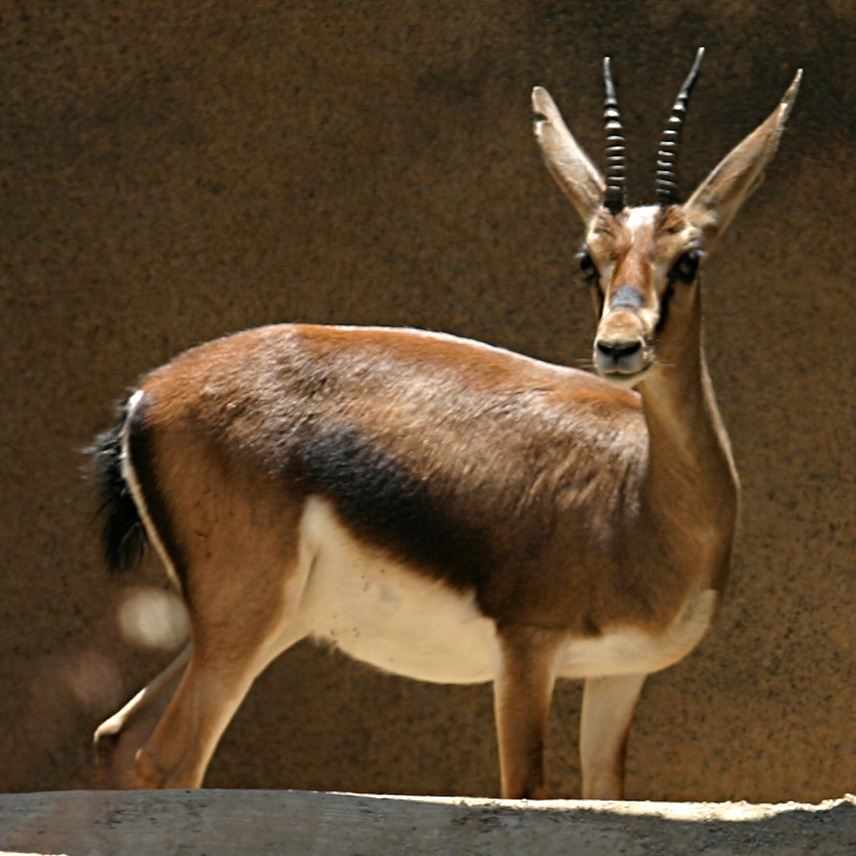
gacela de Cuvier
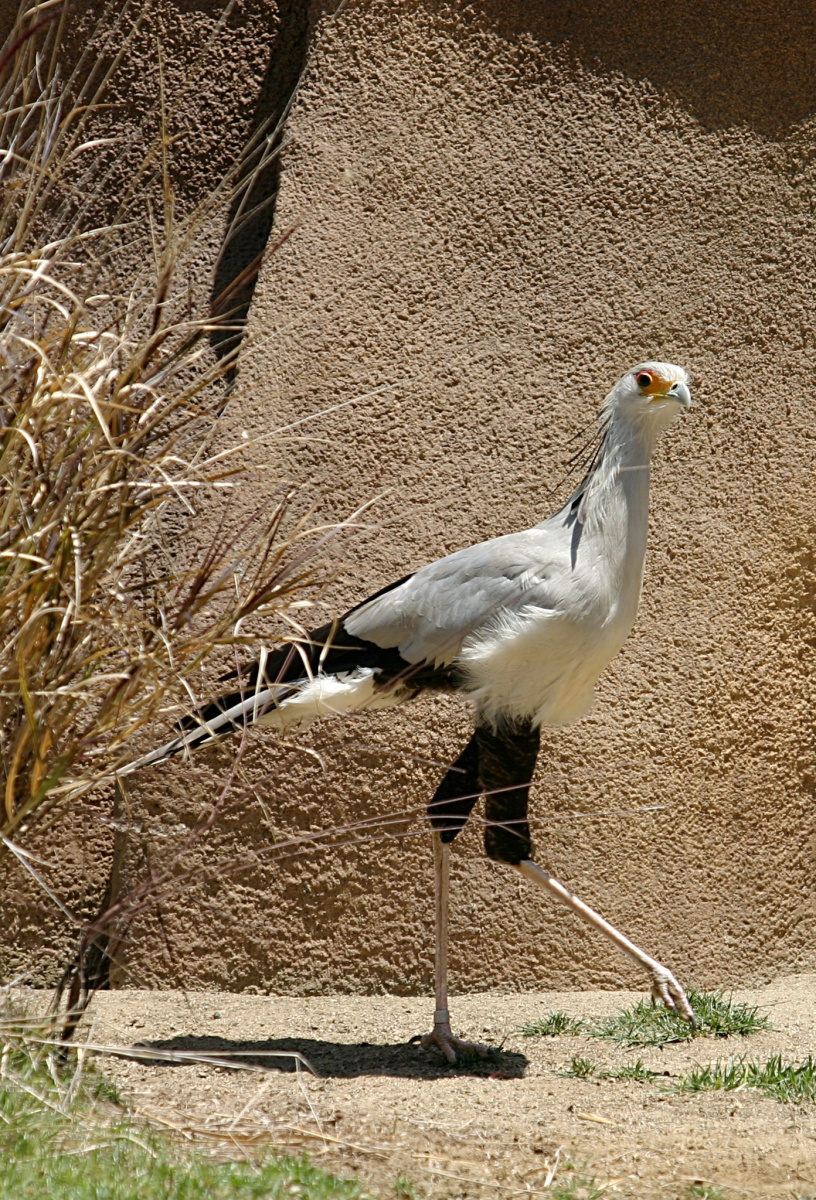
Secretario
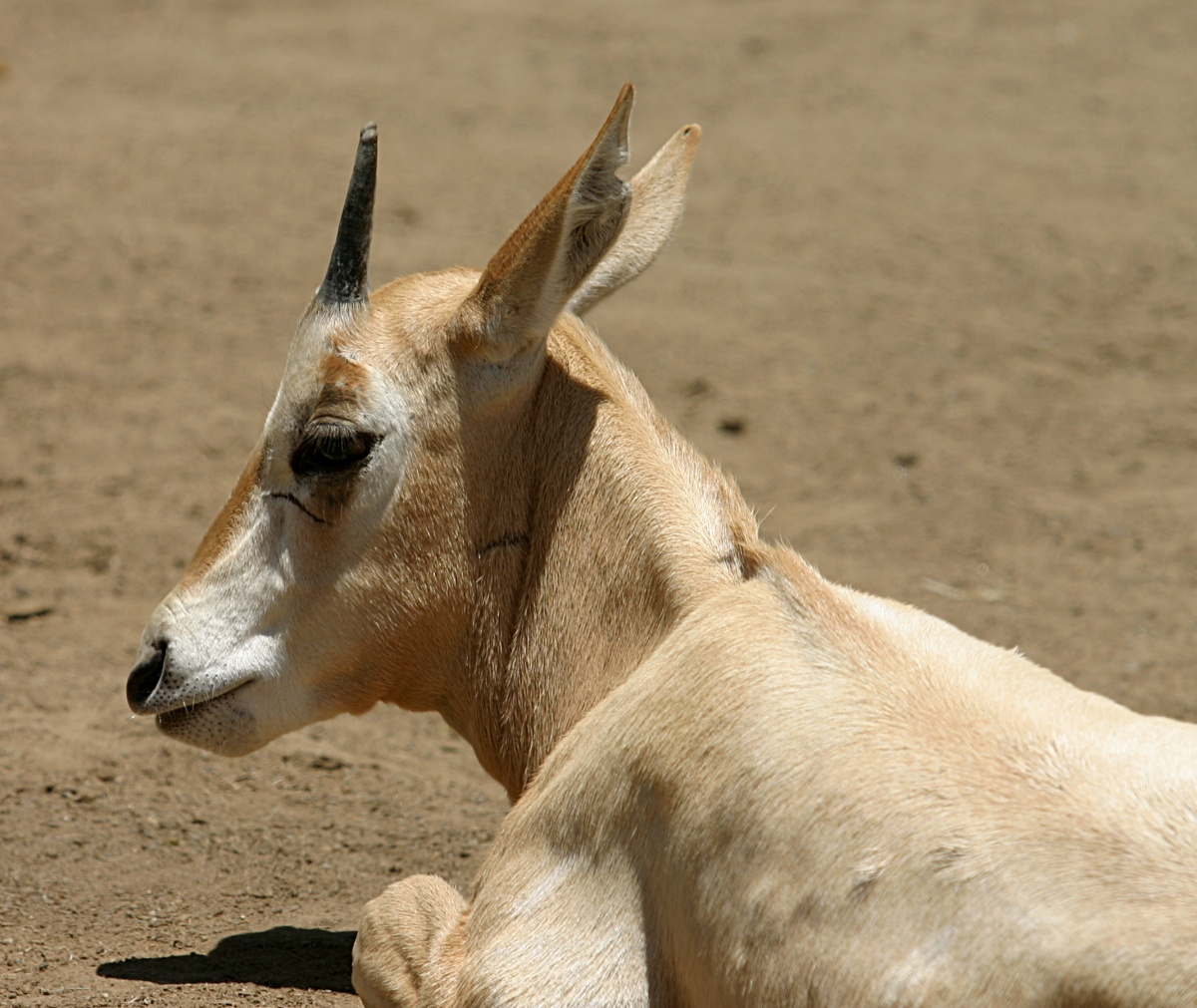
Oryx de cuernos de cimitarra u Oryx blanco
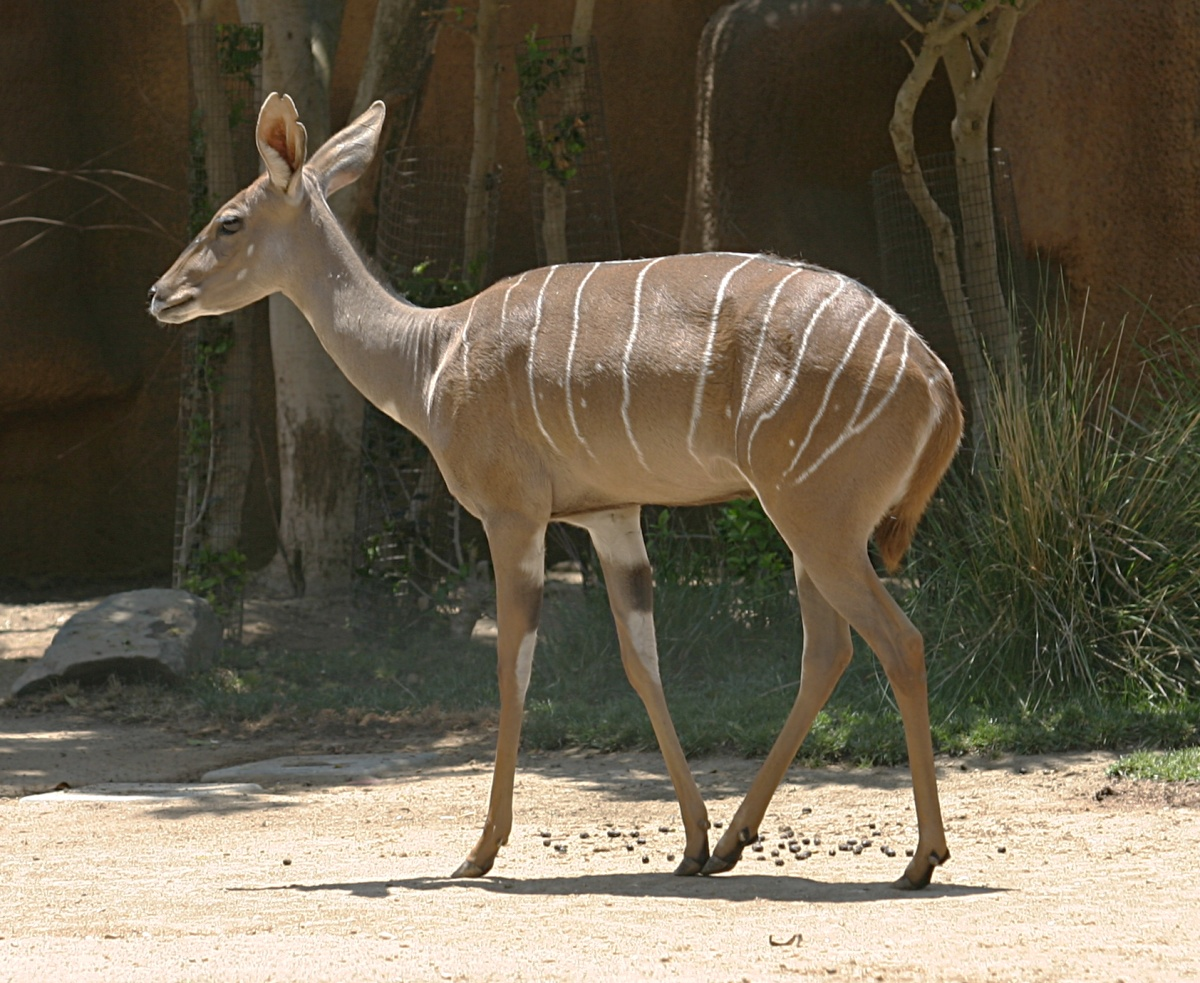
Kudú menor
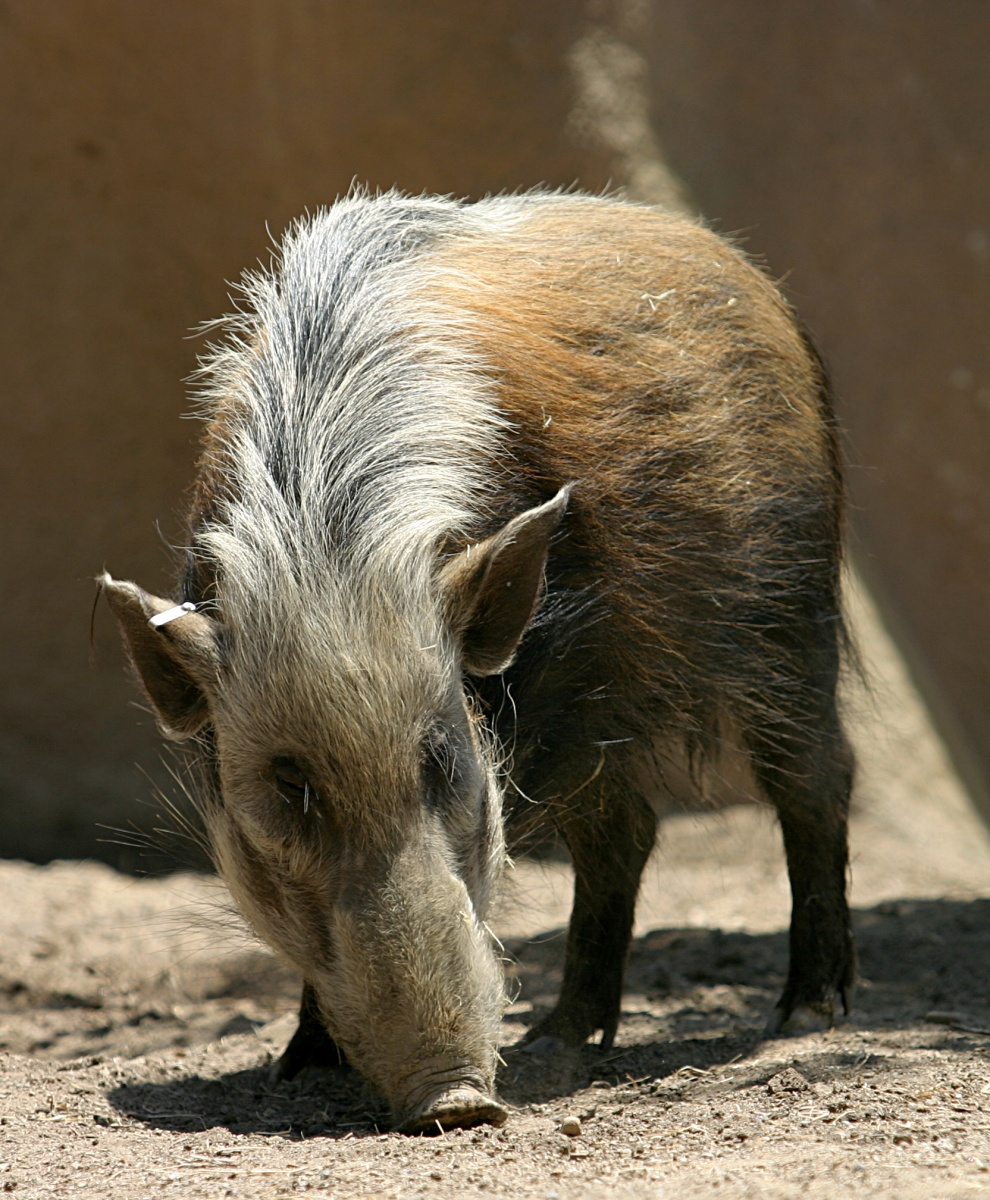
potamoquero de río
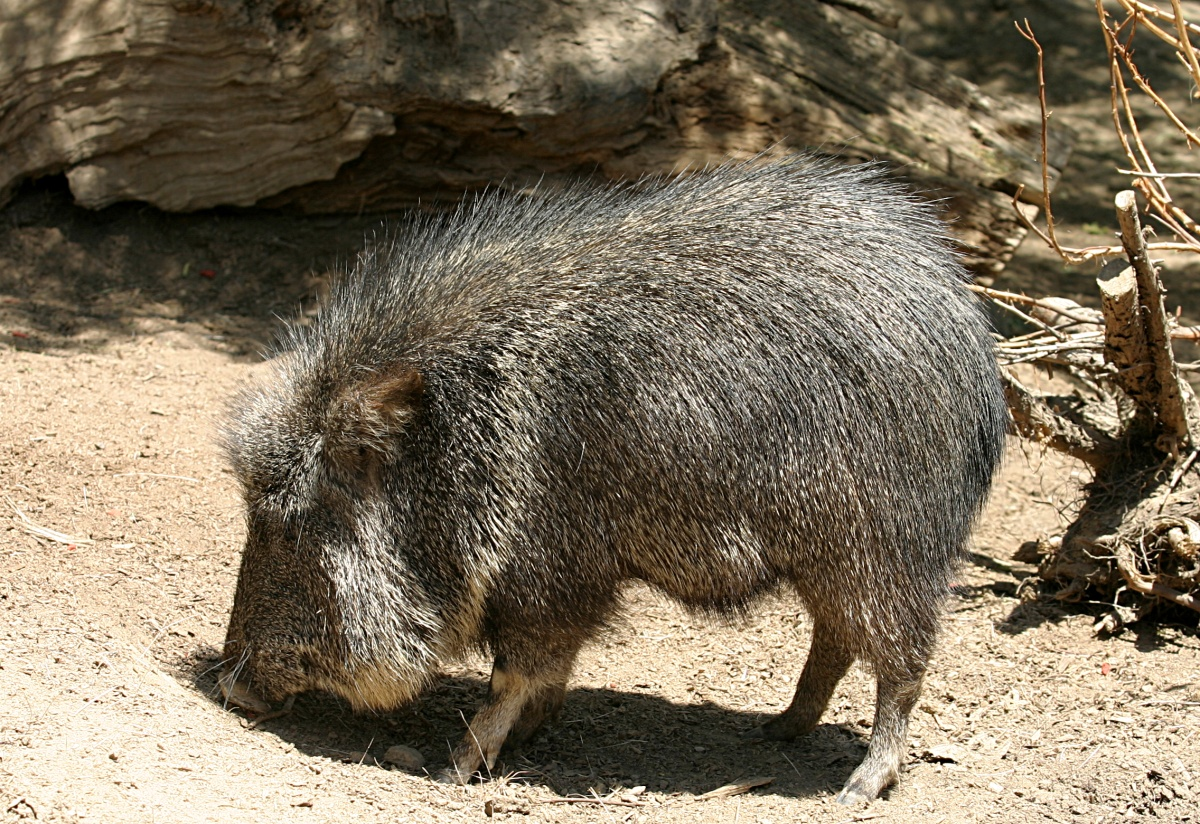
pecarí del Chaco, orejudo o taguá
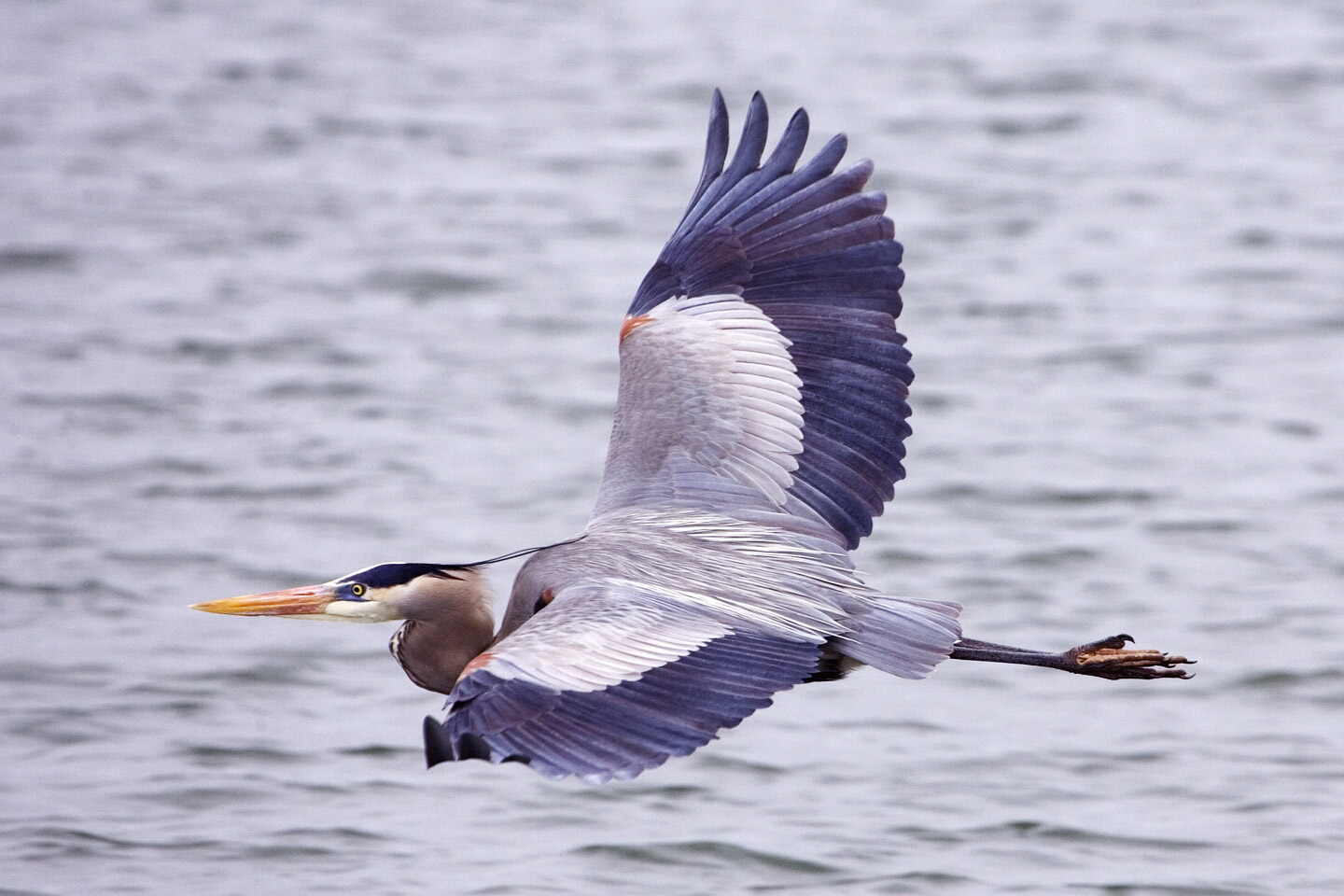
Garza ceniza
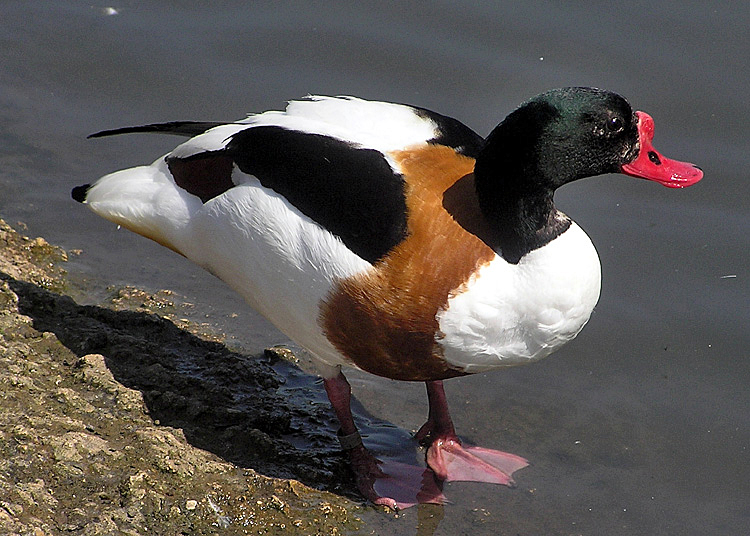
Pato tarro blanco
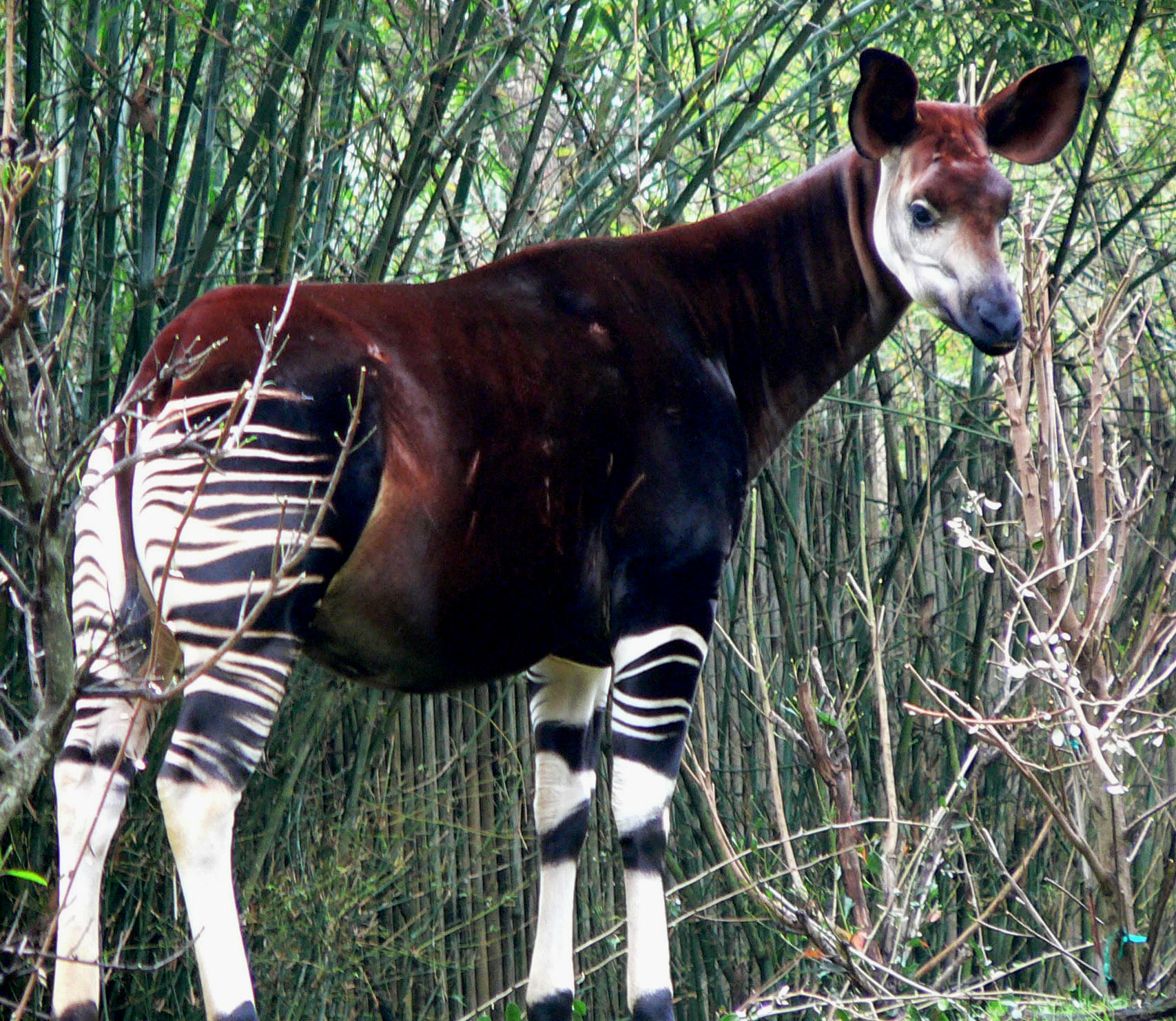
Okapi
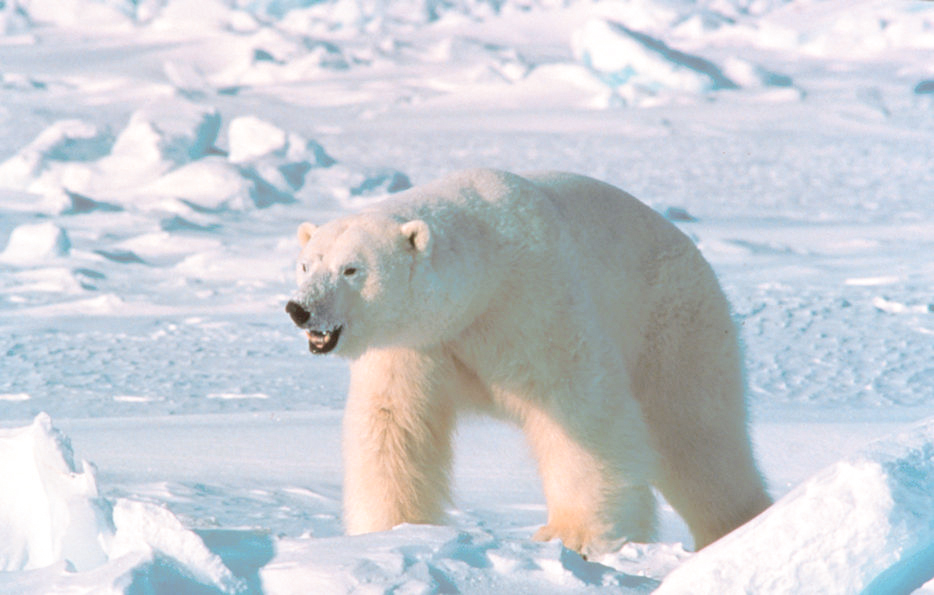
Oso polar